# Volker Panzer

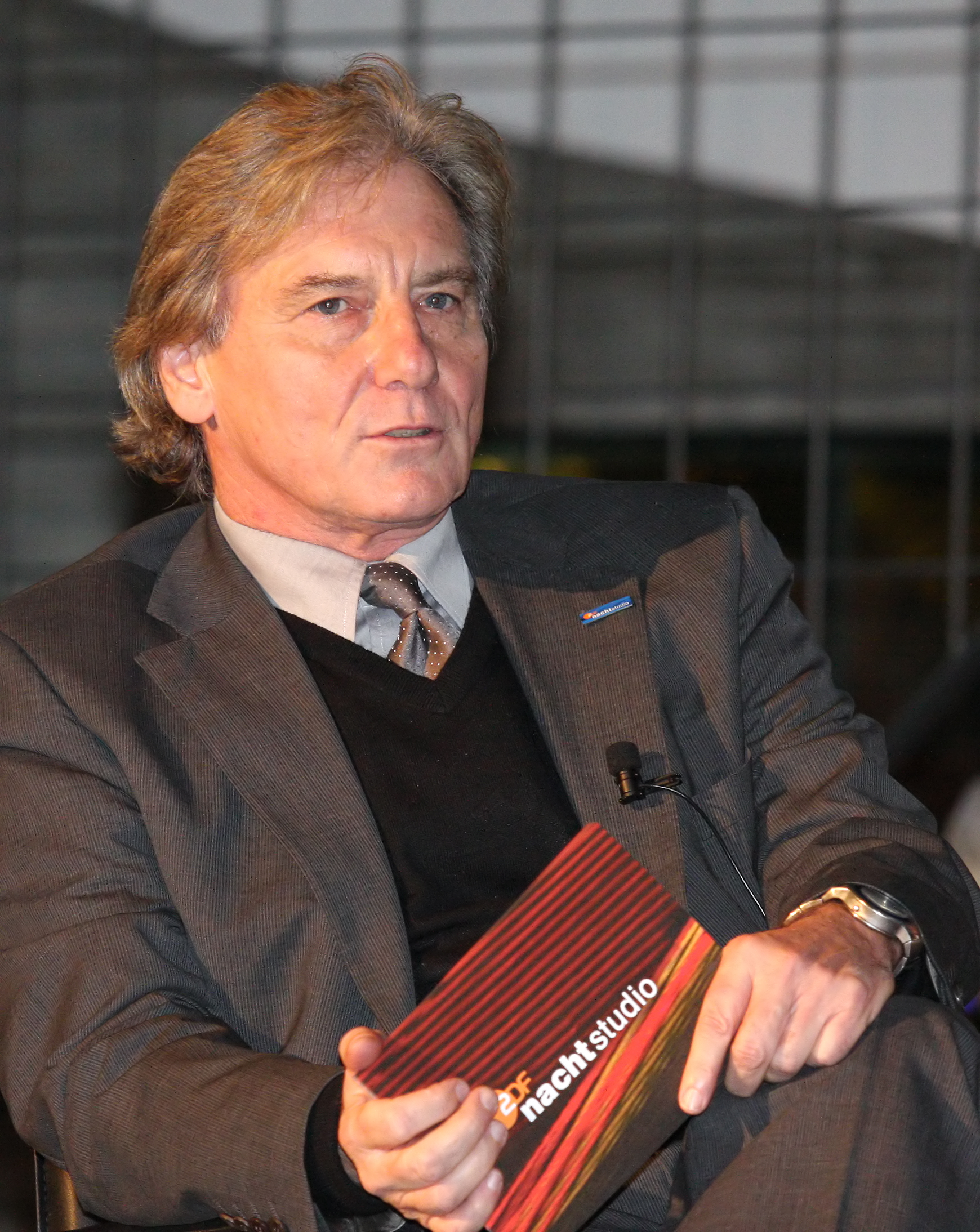
Volker Panzer (2009)

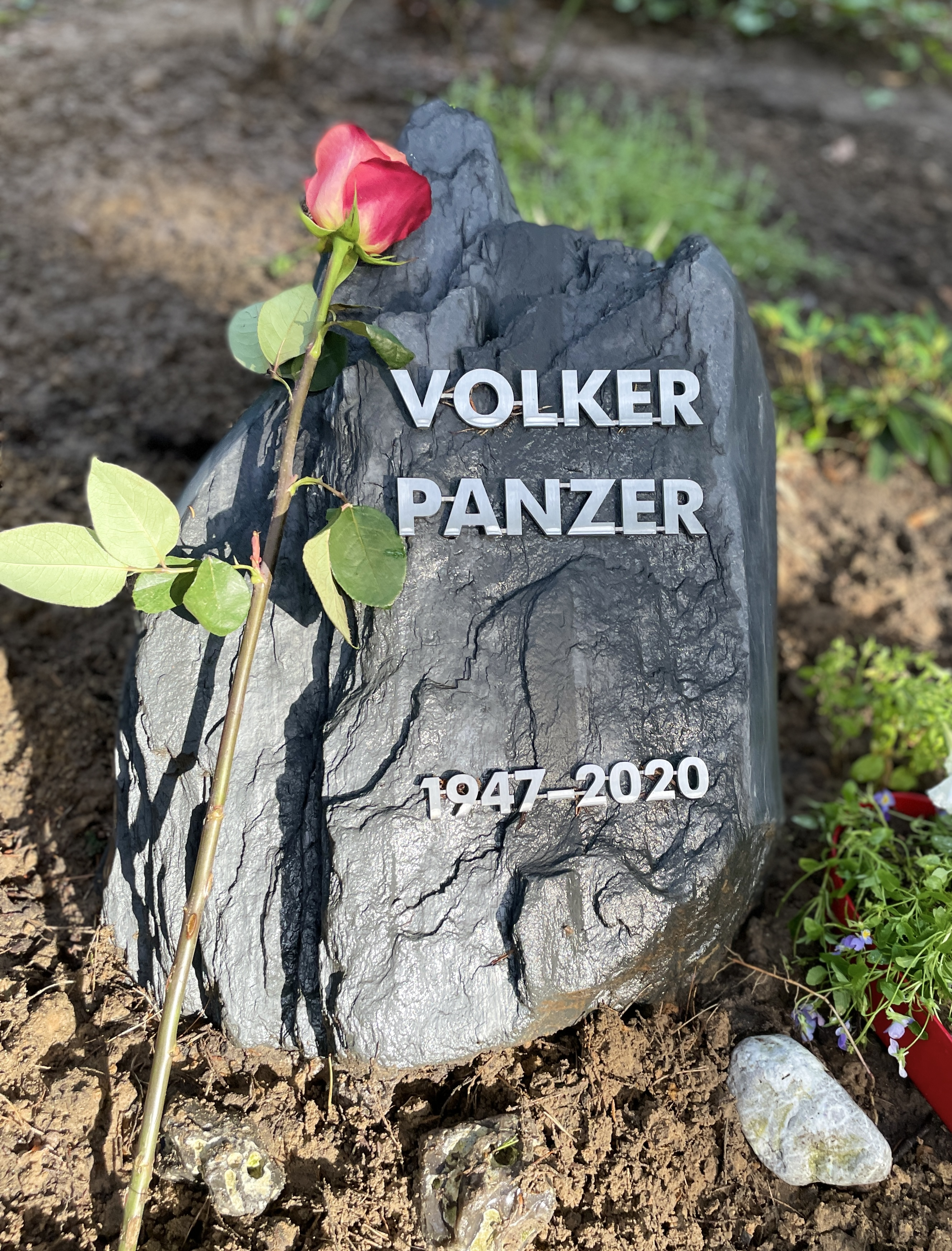
Grab von Volker Panzer auf dem Friedhof Heerstraße in Berlin (2023)

Volker Panzer (* 31. Mai 1947 in Schaffhausen/Saar; † 13. August 2020 in Berlin) war ein deutscher Journalist. Er war von 1997 bis 2012 Leiter des nachtstudios und ab 2006 Herausgeber des Humanistischen Pressedienstes.

## Leben
Panzer studierte zunächst von 1968 bis 1971 Soziologie, Literaturwissenschaft und Pädagogik an der Johann Wolfgang Goethe-Universität Frankfurt am Main und anschließend bis 1975 an der Johannes Gutenberg-Universität Mainz mit dem Abschluss Staatsexamen für das Höhere Lehramt.
Von 1976 bis 1992 war er Reporter und Filmemacher beim ZDF für aspekte und Terra X. In den Jahren 1992 bis 1994 leitete er die Redaktion Kunst und Publizistik beim Deutschlandsender Kultur. Zwischen 1994 und 1997 war Volker Panzer Redaktionsleiter von Kultur und Gesellschaft beim ZDF in Mainz. Von September 1997 bis Juni 2012 leitete und moderierte er das nachtstudio (ZDF).
Zwischen 1999 und 2004 gab er vier nachtstudio-Bücher heraus (1000 Jahre Abendland, Große Gefühle, Mensch und Tier und Tugenden und Laster). Volker Panzer erhielt 1982 den „Journalistenpreis“ des Deutschen Preises für Denkmalschutz und 1987 den Nelson Mandela Award für seinen Film Sahara, ein verlorenes Paradies. Er war Mitglied des wissenschaftlichen Beirats der Giordano-Bruno-Stiftung und ab 2006 Herausgeber des Humanistischen Pressedienstes. Von Herbst 2012 bis 2015 moderierte Volker Panzer die Neuhardenberger Gespräche zur Zeit der Stiftung Schloss Neuhardenberg. Anfang 2013 erschien das Buch Glück ist etwas ganz Kleines – Gespräche mit Volker Panzer. Volker Panzer verstarb im August 2020 mit 73 Jahren in Berlin.
Volker Panzer war mit der Journalistin und Filmemacherin Sibylle Trost verheiratet und hat eine Tochter.

## Publikationen
- 1000 Jahre Abendland, 1999
- Große Gefühle, 2000
- Mensch und Tier, 2001
- Tugenden und Laster, 2004
- Glück ist etwas ganz Kleines – Gespräche mit Volker Panzer, 2013

## Quelle
- Panzer, Volker. Kurzbiografie. Giordano-Bruno-Stiftung, August 2020, abgerufen am 15. August 2020.